# Élections législatives de 1946 dans le Finistère
Les élections législatives françaises de 1946 se tiennent le 10 novembre. Ce sont les premières élections législatives de la Quatrième république, après l'adoption lors du référendum du 13 octobre d'une nouvelle constitution.

## Mode de scrutin
L'Assemblée nationale est composée de 618 sièges pourvus au scrutin proportionnel plurinominal suivant la règle de la plus forte moyenne dans le cadre départemental, sans panachage. 
Le vote préférentiel est admis, en inscrivant un numéro d'ordre en face du nom d'un, de plusieurs ou de tous les candidats de la liste. Mais l'ordre ne pourra être modifié que si au moins la moitié des suffrages portés sur la liste est numéroté. Dans les faits les modifications ne dépasseront jamais les 7%.
Dans le département du Finistère, dix députés sont à élire, un de plus que lors des élections aux assemblées constituantes d'octobre 1945 et de juin 1946.

## Élus
| Député sortant          | Parti | Parti | Député élu ou réélu     | Parti | Parti |
| ----------------------- | ----- | ----- | ----------------------- | ----- | ----- |
| Pierre Hervé            |       | PCF   | Pierre Hervé            |       | PCF   |
| Gabriel Paul            |       | PCF   | Gabriel Paul            |       | PCF   |
| Siège créé              |       |       | Alain Signor            |       | PCF   |
| François Tanguy-Prigent |       | SFIO  | François Tanguy-Prigent |       | SFIO  |
| Jean-Louis Rolland      |       | SFIO  | Eugène Reeb             |       | SFIO  |
| André Colin             |       | MRP   | André Colin             |       | MRP   |
| André Monteil           |       | MRP   | André Monteil           |       | MRP   |
| Emmanuel Fouyet         |       | MRP   | Emmanuel Fouyet         |       | MRP   |
| Louis Orvoën            |       | MRP   | Louis Orvoën            |       | MRP   |
| Jean Le Duc             |       | MRP   | Louis Guillou           |       | MRP   |

## Résultats

### Résultats à l'échelle du département
| Parti    | Parti                                          | Tête de liste           | Résultats | Résultats | Sièges |  |
| Parti    | Parti                                          | Tête de liste           | Voix      | %         |        |  |
| -------- | ---------------------------------------------- | ----------------------- | --------- | --------- | ------ |  |
|          | Mouvement républicain populaire                | André Colin             | 172 285   | 45,31     | 5      |  |
|          | Parti communiste français                      | Pierre Hervé            | 105 886   | 27,85     | 3 1    |  |
|          | Section française de l'Internationale ouvrière | François Tanguy-Prigent | 61 828    | 16,26     | 2      |  |
|          | Union gaulliste                                | René Guérin             | 21 227    | 5,58      | -      |  |
|          | Rassemblement des gauches républicaines        | Victor Le Gorgeu        | 15 067    | 3,96      | -      |  |
|          | Parti communiste internationaliste             | Alain Le Dem            | 3 934     | 1,04      | -      |  |
|          |                                                |                         |           |           |        |  |
| Inscrits | Inscrits                                       | Inscrits                | 485 036   | 100,00    | 10     |  |
| Votants  | Votants                                        | Votants                 | 384 119   | 79,19     |        |  |
| Exprimés | Exprimés                                       | Exprimés                | 380 227   | 98,99     |        |  |